# Рихтер, Денис Сергеевич
Денис Сергеевич Рихтер (укр. Ріхтер Денис Сергійович; 15 июля 1987, Славута, Хмельницкая область — 25 мая 2022, Бахмутский район, Донецкая область, Украина) — украинский военнослужащий, старший сержант Вооруженных сил Украины, участник Российско-украинской войны. Герой Украины (2023, посмертно).

## Биография
Денис Сергеевич Рихтер родился 15 июля 1987 года в городе Славута, Хмельницкая область. После окончания Славутской общеобразовательной школы № 6 призван в ряды Вооруженных Сил Украины. В 2014 году был мобилизован и служил в Славутском объединённом городском военном комиссариате. Затем перевелся в 8-й отдельный полк специального назначения. С 2015 года — участник боевых действий в зонах АТО/ООС.
С 2020 года заочно учился в Луганском национальном университете им. Т. Шевченко в Старобельске по специальности «Социальная работа. Социальная педагогика. Практическая психология».
С 24 февраля 2022 года принял участие в отражении вторжения России на Украину, оборонял Киев и восток Украины. Погиб 25 мая 2022 года в Бахмутском районе Донецкой области. Похоронен 27 мая 2022 в Славуте. Остались жена и два сына.
23 февраля 2023 года посмертно ему было присвоено звание Героя Украины.

## Семья
- Мать — Галина Владимировна[3];
- Жена — Валентина Александровна[3];
- Сыновья — Даниил и Тимофей[3].

## Награды
- Герой Украины (23.02.2023, посмертно) — за личное мужество и героизм, проявленные в защите государственного суверенитета и территориальной целостности Украины, самоотверженное служение Украинскому народу[4];
- Орден Богдана Хмельницкого 3-й степени (2022)[5].